# Zazpikaleak

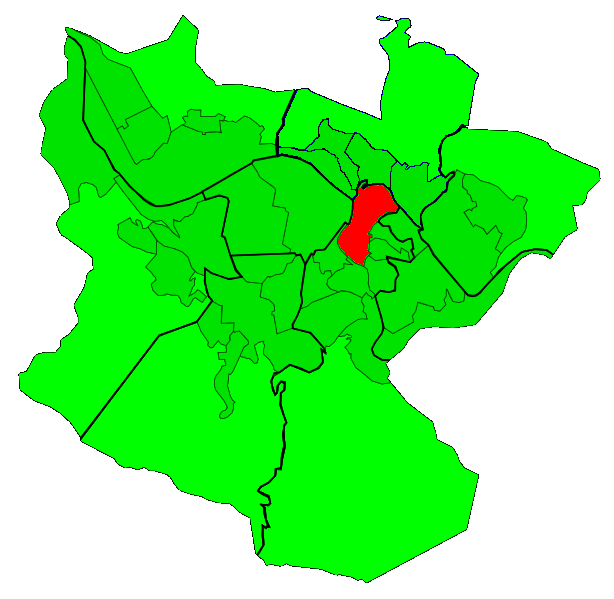
Ubicació de Zazpikaleak

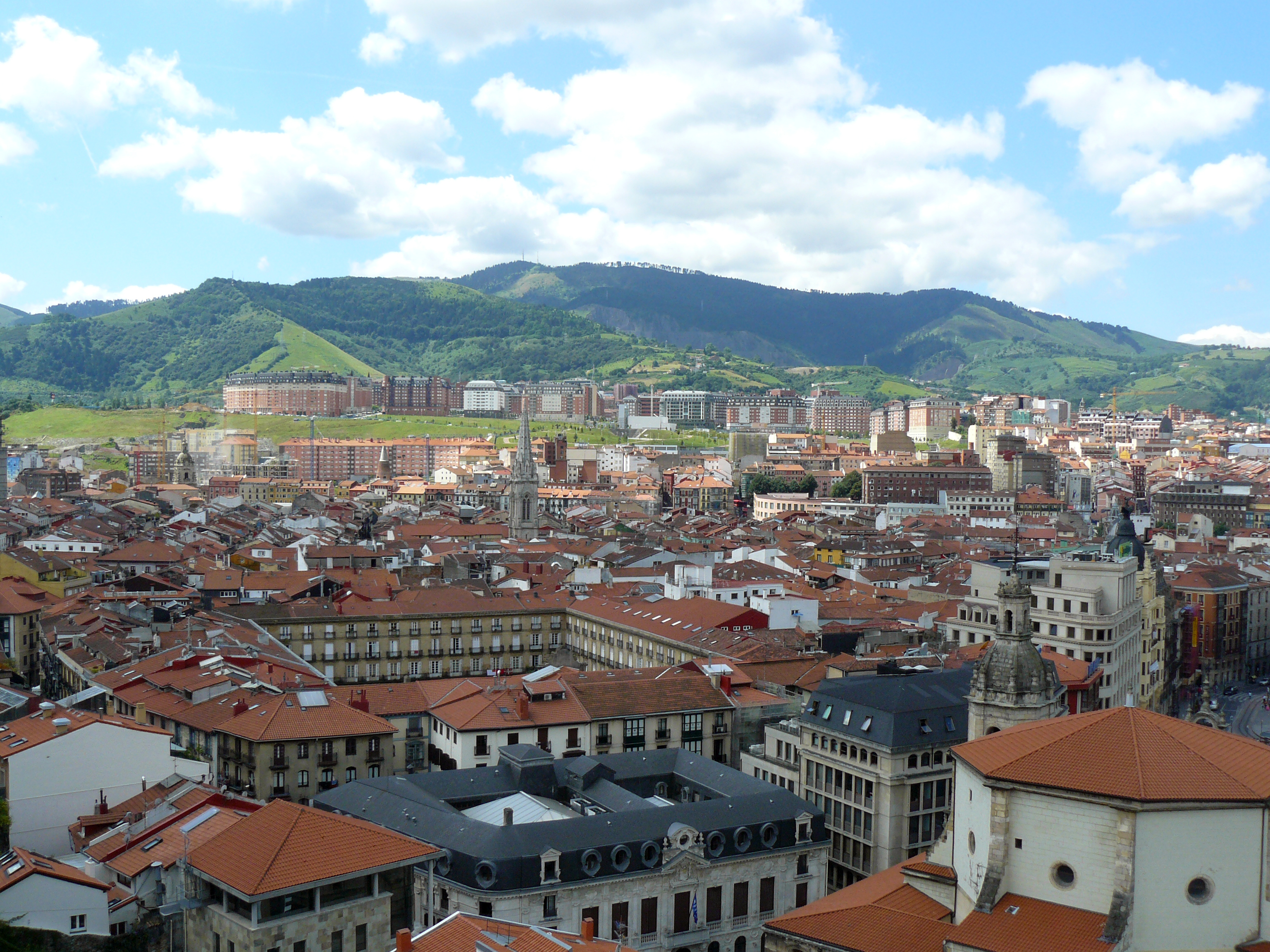
Terrats del Nucli Antic de Bilbao.

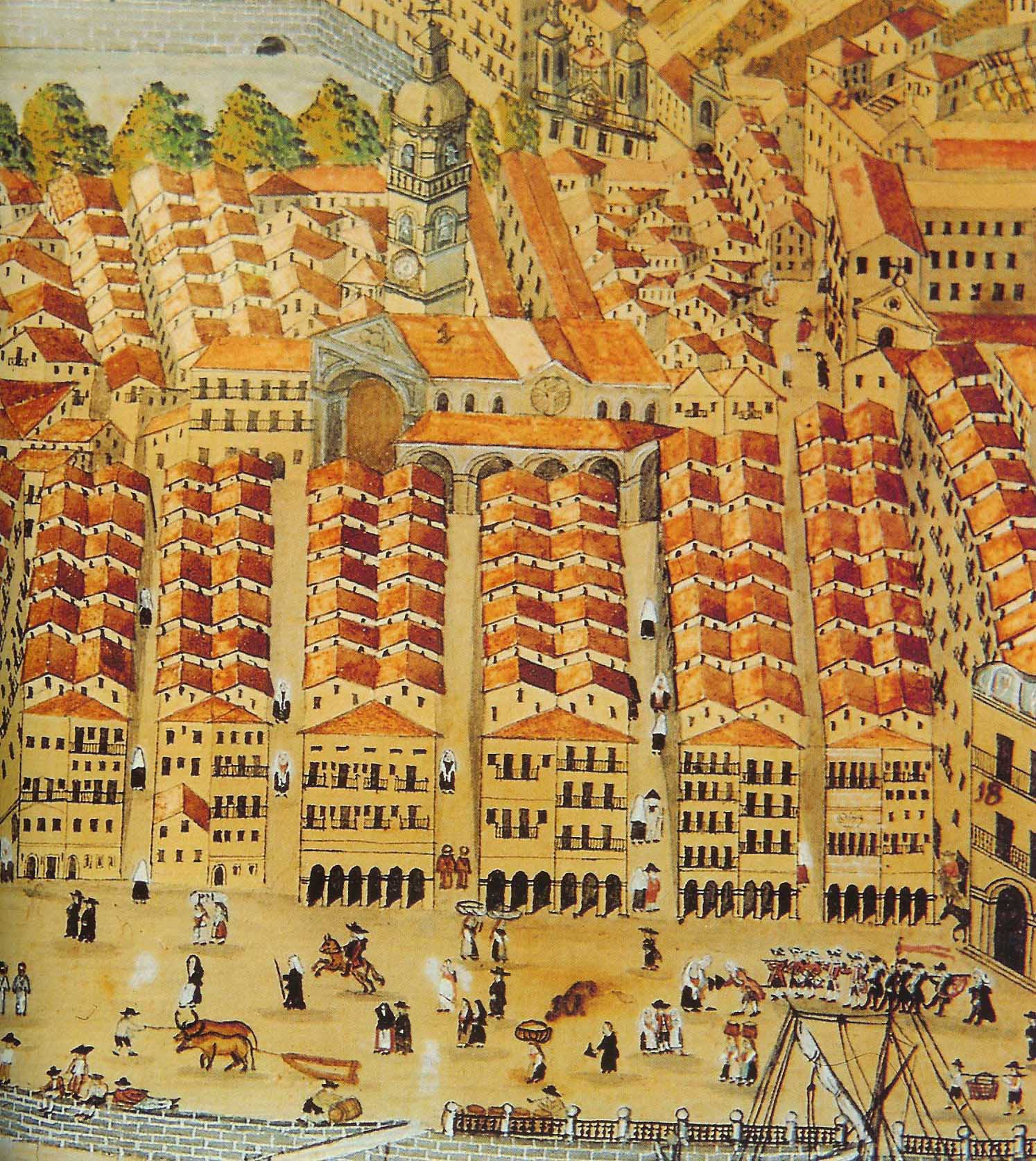
El Nucli Antic en el segle XVIII

Zazpikaleak (en basc Set carrers, conegut en castellà com a Casco Viejo i popularment com Siete Calles) és un barri del districte bilbaí d'Ibaiondo. Té una superfície de 0,51 kilòmetres quadrats i una població de 7.078 habitants (2008).

## Situació
Limita al nord amb els barris d'Uribarri i Zurbaran, a l'oest amb barri d'Abando, a l'est amb Begoña, Iturrialde, Atxuri i Solokoetxe i al sud amb San Franzisko i Bilbo Zaharra.

## Els Set Carrers (Zazpi Kaleak)
Els set carrers que històricament han format el Nucli Antic són:
1. Goienkale/Carrer Somera
2. Artekale.
3. Dendarikale/Carrer Tendería
4. Belostikale.
5. Harategi Zahar kalea/Carrer Carnicería Vieja
6. Barrenkale.
7. Barrenkale Barrena.

Al barri també es troben les esglésies de San Nicolás, la de San Antón i la catedral de Santiago. Altres edificis importants són la Plaça Nova, on es troba la seu d'Euskaltzaindia, el Mercat de la Ribera o la plaça de Miguel de Unamuno des de la qual parteixen les Calçades de Mallona, que comunicaven l'antic nucli urbà de Bilbao amb Begoña.
Al Nucli Antic de Bilbao es localitzen a més el Museu Basc i el Museu Arqueològic, les cases natals de, entre d'altres, Miguel de Unamuno i José Antonio Aguirre i la seu social del BBVA.

## Transport Públic

### Metro de Bilbao
- Estació de Casco Viejo

### EuskoTren
- Estació de Casco Viejo

### EuskoTran
- Arriaga

## Personatges il·lustres
- Jesús Arámbarri y Gárate
- Juan Crisóstomo de Arriaga
- Pedro Arrupe
- Miguel de Unamuno
- Elías Gallastegi Uriarte
- José Antonio Aguirre i Lecube
- Txabi Etxebarrieta